# Wola Wielka (powiat dębicki)
Wola Wielka – wieś w Polsce położona w województwie podkarpackim, w powiecie dębickim, w gminie Żyraków.
| SIMC    | Nazwa    | Rodzaj    |
| ------- | -------- | --------- |
| 0996175 | Bródki   | część wsi |
| 0839843 | Siemiona | część wsi |
| 0839850 | Świercze | część wsi |

W latach 1975–1998 miejscowość należała administracyjnie do województwa tarnowskiego.
Wierni Kościoła rzymskokatolickiego należą do parafii Wszystkich Świętych i Niepokalanego Serca NMP należącej do dekanatu Dębica Zachód w diecezji tarnowskiej.